# Ivo Schöffer
Ivo Schöffer (Amsterdam, 20 mei 1922 - Leiden, 13 januari 2012) was een Nederlands historicus. Van 1961 tot 1987 was hij hoogleraar vaderlandse geschiedenis in Leiden.
Schöffer studeerde tijdens de Duitse bezetting aan de Universiteit van Amsterdam en raakte al snel betrokken bij de hulp aan Joden. Hiervoor zou hij later de Yad Vashem-onderscheiding krijgen. Direct na de oorlog was hij redacteur van het studentenweekblad Propria Cures.
In 1956 promoveerde hij bij Jan Romein op het proefschrift Het nationaal-socialistische beeld van de geschiedenis van de Nederlanden. Een historiografische en bibliografische studie. Daarna werkte hij drie jaar aan een Australische universiteit als docent moderne Europese geschiedenis. Hij bekleedde van 1961 tot 1987 de leerstoel Vaderlandse Geschiedenis aan de Rijksuniversiteit Leiden.
Schöffer maakte onder meer naam door samen met J.R. Bruijn en Femme Gaastra het meerdelige werk Dutch Asiatic shipping in the 17th and 18th centuries te schrijven. Ook stond hij aan de basis van het Biografisch Woordenboek van Nederland. Verder deed hij in opdracht van de Nederlandse regering onderzoek naar de zogeheten Zaak-Menten. Hij was een van de leden van de onderzoekscommissie verantwoordelijk gesteld voor het veertiende en laatste deel van Loe de Jongs Het Koninkrijk der Nederlanden in de Tweede Wereldoorlog. Schöffer stond bekend als een conservatief-liberaal denker.
Hij was de initiator van het Biografisch Woordenboek van Nederland. Vanaf 1971 werd dit onder het auspiciën van het Instituut voor Nederlandse Geschiedenis uitgegeven. Schöffer was redactievoorzitter en schreef zelf 21 artikelen. In 1995 werd hij benoemd tot erelid van de redactie.